# Anna Gaël
Anna Abigail Thynn, marquesa de Bath (nacida Anna Abigail Gyarmathy; Budapest, 27 de septiembre de 1943-París, 17 de septiembre de 2022), llamada vizcondesa de Weymouth de 1969 y 1992, y también conocida por su nombre artístico Anna Gaël, fue una actriz y corresponsal de guerra húngaro-británica.

## Primeros años
Nació el 27 de septiembre de 1943 en Budapest, Hungría. Su padre, László Izsak Gyarmathy, era matemático y su madre era poeta. Se mudó a Francia cuando era niña y comenzó a actuar cuando tenía quince años.

## Carrera
Gyarmarthy actuó bajo el nombre artístico de 'Anna Gaël'. Protagonizó películas húngaras, alemanas, italianas y francesas, incluidas Via Macau en 1966, Therese and Isabelle en 1968, Zeta One, también conocido como The Love Factor en 1969, y Take Me, Love Me en 1970. Luego de retirarse de la actuación en 1981, trabajó como reportera de noticias, cubriendo los conflictos en Vietnam y Sudáfrica, así como el conflicto de Irlanda del Norte. 

## Vida personal y muerte
Gaël conoció a Alexander Thynn, vizconde de Weymouth, hijo de Henry Thynne, sexto marqués de Bath, y Daphne Fielding, en París en 1959. Más tarde se convirtió en la amante del vizconde mientras estaba casada con el director de cine francés Gilbert Pineau; en 1969, el vizconde y Gaël se casaron. Más tarde ese año dio a luz a su primera hija, Lenka Thynn. En 1974 dio a luz a su segundo hijo, Ceawlin Thynn. En 1992, su marido sucedió a su padre como séptimo marqués de Bath; murió en abril de 2020.
En 2013 su hijo se casó con Emma McQuiston, la hija del empresario nigeriano Oladipo Jadesimi. Según informes, Gaël desaprobó el matrimonio de su hijo debido a la ascendencia africana de su nuera. Ella no asistió a la boda.
Thynn murió en París el 17 de septiembre de 2022, diez días antes de cumplir 79 años.

## Filmografía parcial
- 1967: Pension Clausewitz
- 1967: Peau d'espion
- 1968: Benjamin ou les Mémoires d'un puceau
- 1968: Therese and Isabelle
- 1969: Traquenards
- 1969: Zeta One
- 1969: The Bridge at Remagen
- 1971: The Persuaders! (episodio: «The Old, the New and the Deadly»)
- 1973: Blue Blood
- 1974: Le Plumard en folie
- 1976: Dracula père et fils
- 1976: Le chasseur de chez Maxim's
- 1978: Sweeney 2
- 1978: L'Hôtel de la plage